# Именем закона
«Именем закона», или «Во имя закона» (азерб. Qanun Naminə) — азербайджанский советский фильм, снятый по мотивам повести Сулеймана Рагимова «Мехман».

## Сюжет
Действие фильма происходит в 1930-х годах. Приехавший с семьёй в небольшое селение новый прокурор Мехман сразу же сталкивается с хищениями и убийствами. Он убеждён, что за всем этим стоят враги Советской власти. Ценой своей жизни прокурор разоблачает банду преступников и политических врагов молодой республики.

## В ролях
- Бимболат Ватаев — Мехман
- Рза Тахмасиб — Калош
- Адиль Искендеров — Кямилов
- Мустафа Марданов — Муртуз Муртузов (роль дублирует Владислав Баландин)
- Флора Керимова — Зулейха
- Рза Афганлы — Вахидов
- Насиба Зейналова — Ниса-хала, Шахла-ханум
- Гаджибаба Багиров — Ариф
- Алиага Агаев — Мамедхан
- Садая Мустафаева — Хатун
- Мамедсадых Нуриев — Сарраф-заде
- Рауф Ганиев — Алтай
- Окума Касымова — Яверо
- Мухтар Маниев — Джабиров
- Талят Рахманов — врач
- Алекпер Сейфи — старик
- Садык Гасанзаде — Мирза-киши
- Марьям Сеидбейли — Солмаз
- Джейхун Мирзоев — Абсалам
- Алмас Аскерова — супруга Саламатова
- Агахан Агаханов
- Н.Мамедов — Саламатов
- Наджиба Меликова — Заринтадж
- К.Садыева — Балыш
- Ахмед Ахмедов
- Рамиз Меликов
- Мамед Садыков
- Фазиль Салаев